# الکساندرو پوتوچئان
الکساندرو پوتوچئان (رومانیایی: Alexandru Potocean؛ ‏ تلفظ رومانیایی: [alekˈsandru potoˈt͡ʃe̯an]؛ زادهٔ ۲۶ آوریل ۱۹۸۴) بازیگر اهل رومانی است.
از فیلم‌ها یا برنامه‌های تلویزیونی که وی در آن نقش داشته‌است، می‌توان به عروسی بی سروصدا، چهار ماه، سه هفته و دو روز، افشاگر، سکس بدفرجام یا پورن جنون‌آمیز، راه بازگشت و مرگ آقای لازارسکو اشاره کرد.